# Extinción funcional
La extinción funcional es la extinción de una especie u otro taxón tal que:
1. Desaparece del registro fósil o cesan los informes históricos de su existencia;[1]
2. La población reducida ya no juega un papel significativo en la función del ecosistema;[2][3][4] o
3. La población ya no es viable. No hay individuos capaces de reproducirse, o la pequeña población de individuos reproductores no podrá sostenerse debido a la depresión endogámica y deriva genética, lo que conduce a una pérdida de aptitud.[5]

En las poblaciones de plantas, los mecanismos de autoincompatibilidad pueden hacer que las muestras de plantas relacionadas sean incompatibles, lo que puede conducir a la extinción funcional si una población entera se vuelve autoincompatible. Esto no ocurre en poblaciones más grandes.
En las poblaciones poligínicas, donde solo unos pocos machos dejan descendencia, hay una población reproductora mucho más pequeña que si se consideraran todos los machos viables. Además, los machos exitosos actúan como un cuello de botella genético, lo que conduce a una deriva genética más rápida o problemas de endogamia en poblaciones pequeñas.

## Especies funcionalmente extintas en los tiempos modernos
- Delfín de Baiji[8][9][10][11]
- Rinoceronte blanco del norte[12][13]
- Pájaro carpintero de pico marfil[14][15][16]
- Musaraña de la Isla de Navidad[17][18]
- Tortuga gigante de caparazón blando del Yangtzé[19][20][21][22]
- Tigre del sur de China[23][24][25]
- Rinoceronte de Borneo[26]
- Ballena franca del Atlántico norte[27]

El 10 de mayo de 2019, la Australian Koala Foundation emitió un comunicado de prensa que comenzaba con la frase «La Australian Koala Foundation (AKF) cree que los koalas pueden estar funcionalmente extintos en todo el paisaje de Australia». El comunicado de prensa fue informado por varias agencias de noticias de todo el mundo, y la mayoría repitió la declaración del AKF. A pesar de esto, los koalas no se consideran actualmente funcionalmente extintos; si bien su población ha disminuido, la Lista Roja de la UICN los enumera solo como vulnerables. El comunicado de prensa del AKF se publicó en vísperas de las elecciones de 2019 en Australia, donde temas como el cambio climático fueron importantes.
Las distintas poblaciones de animales también pueden extinguirse funcionalmente. En 2011, una encuesta trienal de la población de vida silvestre en el ecosistema de Bénoué del norte de Camerún (los parques nacionales de Bénoué, Boubandjida y Faro, y 28 zonas de caza que rodean los parques) concluyó que la población de guepardos del norte de Camerún Acinonyx jubatus) y los perros salvajes africanos ( Lycaon pictus) estaban ahora funcionalmente extintos. Los guepardos que no pertenecen al norte de Camerún están incluidos en la lista de "Vulnerables" de la Lista Roja de la UICN.